# Општина Стоина (Горж)
Стоина (рум. Stoina) општина је у Румунији у округу Горж.
Oпштина се налази на надморској висини од 181 m.